# عثة صدئية
عثة صدئية أو أرجيا أنتيكا أو الفراشة الصدئية ذات الخصل (الاسم العلمي: Orgyia antiqua)، هي نوع من الأرجيا. فراشتها صغيرة القد عنابية اللون زباناها مشطية. عروق رواشنها سمر. لطخة روشنيها الامامين كلوية الشكل، صغيرة القد، بيضاء اللون. يرقتها تدعى (الدررة الزباء) لأنها كثيرة الهلب الدقيق. تركب الأشجار المثمرة والحرجية فتعبلها وتؤذيها. لها جيلان في السنة.